# Doniophyton
Doniophyton là một chi thực vật có hoa trong họ Cúc (Asteraceae).

## Loài
Chi Doniophyton gồm các loài: